# G. M. Trevelyan
George Macaulay Trevelyan, född 16 februari 1876 i Stratford-upon-Avon, död 21 juli 1962 i Cambridge, var en brittisk historiker.

## Biografi
Trevelyan föddes i slutet av den viktorianska epoken i Storbritannien. Efter att ha gått i skola i Wixenford och Harrow, där han specialiserade sig på historia, studerade Trevelyan vid Trinity College, Cambridge, där han var medlem av det hemliga sällskapet Cambridge Apostles och grundare av den ännu existerande Lake Hunt, en hare-hund-jakt där både hundar och harar är människor. År 1898 erhöll han ett stipendium på Trinity med en avhandling som publicerades följande år som England in Age of Wycliffe.
Trevelyan föreläste vid Cambridge till 1903, då han lämnade det akademiska livet för att bli författare på heltid. År 1927 återvände han emellertid till universitetet och tillträdde tjänsten som Regius professor i modern historia, där den ende studenten, vars doktorsexamen han gick med på att övervaka, var J.H. Plumb (1936). Under sin professur lärde han också känna Guy Burgess. År 1940 utsågs han till master vid Trinity College, en post han innehade fram till 1951, då han gick i pension.
Under första hälften av 1900-talet var Trevelyan den mest kände, mest inflytelserike och mest läste historikern i sin generation. Han var ättling till den största historiska dynastin i Storbritannien någonsin. Han kände och korresponderade med många av de främsta personerna i sin tid. Under 50 år verkade Trevelyan som allmän moralist, offentlig lärare och offentlig välgörare med sin obestridda kulturella auktoritet bland de styrande och bildade klasserna.
Trevelyan avböjde ordförandeskapet i British Academy men verkade som kansler vid Durham University från 1950 till 1958. Trevelyan College vid Durham University är uppkallat efter honom. Han erhöll 1920 James Tait Black Memorial Prize för biografin Lord Grey of the Reform Bill och valdes till ledamot av British Academy 1925 och av Royal Society 1950. Han var hedersdoktor vid flera universitet, inklusive Cambridge.